# Ted Robert
Pour les articles homonymes, voir Robert.
 (mars 2015).
Si vous disposez d'ouvrages ou d'articles de référence ou si vous connaissez des sites web de qualité traitant du thème abordé ici, merci de compléter l'article en donnant les références utiles à sa vérifiabilité et en les liant à la section « Notes et références ».
Ted Robert, de son vrai nom Robert Gurtner, est un auteur-compositeur suisse, né le 11 octobre 1943, originaire de Wahlern.

## Carrière

### Chanson
En 1959, Robert Gurtner apprend comme son père le métier de laitier-fromager. Puis, sous le pseudo de Ted Robert, il se lance dans la chanson dès le début des années 1960; parcourant les marchés à bord d'un van, accompagné de chanteuses, il égrène ses propres pièces ainsi que celles d'autres compositeurs, non sans un certain succès dans les années 1970/80: on le voit aux côtés de Michel Drucker ou d'Alain Morisod. Il embarrasse la commune de Bofflens qui lui a prêté de l'argent pour la réalisation de son film American Sosie.[réf. nécessaire]

### Politique
En parallèle, il se lance dans une carrière politique. Son premier parti s'appelle « Poing national ». En 1995, on le retrouve sous la bannière des Démocrates suisses, dont il demeure proche. Il est candidat à plusieurs élections au Conseil d'État Vaudois sous la bannière « Avenir et sécurité »; fin 2005, il se retire de la course à la municipalité de Lausanne, peu après avoir annoncé sa candidature, « de crainte de finir comme Pim Fortuyn ». Peu enclin à la diversité ethnique, il critique les TL parce qu'ils accueillent des employés de 33 nationalités différentes, et « qu'on dirait le Brésil ». Il apprécie Olivier Français qui a fait un métro fantastique et estime « que chez nous c'est mieux et tout, et pis voilà c'est tout », ce qui résume dans les grandes lignes son programme politique. Concernant le chômage, il propose de « fermer les bureaux ». Il est également question dans son programme d'arrêter de « bétonner ce Lausanne », avec comme subtil argument de fond qu'« on a trois milliards d'années de soleil mais tout le temps de bétonner ».
En 2011, il est candidat malheureux à l'élection à la municipalité de Lausanne. À la suite du décès de Jean-Claude Mermoud, il se présente en indépendant à l'élection complémentaire au Conseil d'État du Canton de Vaud, et est candidat pour le Conseil national sous sa bannière habituelle Avenir et Sécurité et demande «du papet vaudois pour tous  ». Au terme de cette élection, il obtient 0,96 % des voix, ce qui est un record pour lui depuis le début des années 1990.
Ses candidatures intempestives aux exécutifs de différentes communes vaudoises ont généré indirectement une modification de la législation vaudoise: depuis 2014, il faut avoir déposé ses papiers dans une commune au moins un mois avant une élection communale si l'on souhaite s'y présenter. Les médias ont surnommé l'article de loi correspondant "Lex Ted Robert".
Vivant dans le canton de Vaud, Ted Robert a créé un journal satirique, le "Ted Etau".

## Œuvres
- La vie au soleil
- Quelle horreur ! [réf. nécessaire]

## Film
- Garde mon souvenir, 1981
- American Sosie, 1986 [réf. nécessaire]
- Ted Robert, le rêve américain (réalisé par Jean-Stéphane Bron, 1996, 13 minutes)

## Distinctions
- Disque de platine pour La vie au soleil
- Oscar de France (1981)[réf. nécessaire]

## Citations
- « Pour voter clair, votez, Ted Robert, le seul qui passera l'hiver ».
- « Ce que je pense, c'est que ça va très mal dans toutes ces villes. Tout à l'heure je passe à la Riponne, on vend la drogue dans la rue, la fille a vendu pour cent balles devant moi, la police regarde, personne n'intervient, je pense que c'est le dernier moment pour installer peut-être un adulte à la municipalité de Lausanne ou au conseil communal »’
- « Un pays c'est comme un appartement; on le ferme à clef et on tape pour entrer ».